# Odynerus subfistulosus
Odynerus subfistulosus är en stekelart som beskrevs av Wickward. Odynerus subfistulosus ingår i släktet lergetingar, och familjen Eumenidae. Inga underarter finns listade i Catalogue of Life.